# Ríma
Dans la littérature islandaise, une ríma (littéralement « une rime », au pluriel rímur) est un poème épique écrit en suivant l’une des métriques dites rímnahættir. Des centaines de ces métriques ont été utilisées dans les poèmes anciens, et des variations ont été réalisées, mais elles sont regroupées en une dizaine de familles. Les poèmes sont rythmés par les vers allitératifs, et se composent en deux à quatre lignes par stance.

## Historique
La plus ancienne ríma connue est Óláfs ríma Haraldssonar, datée du XIVe siècle et conservée dans le Flateyjarbók ; elle est parfois considérée comme la première, car elle rappelle la poésie scaldique, et montre des influences des poèmes épiques continentaux. Durant des siècles, les rímur ont été la base de la poésie épique en Islande. Dans une majorité des cas, les cycles de rímur reprenaient des sujets déjà traités.
Au XIXe siècle, le poète Jónas Hallgrímsson publie une critique influente sur un cycle de rímur par Sigurður Breiðfjörð, et sur le genre. À la même période, Jónas et d’autres poètes romantiques introduisent de nouvelles formes versifiées du continent dans la littérature islandaise, et la popularité des rímur commence à décroître. Cependant, de nombreux poètes islandais des XIXe et XXe siècles ont composé des rímur, dont Bólu-Hjálmar (is), Sigurður Breiðfjörð, Einar Benediktsson (is), Steinn Steinarr (is), Örn Arnarson et Þórarinn Eldjárn.
À la fin du XXe siècle, Sveinbjörn Beinteinsson était le poète le plus célèbre pour ses rímur. Steindór Andersen est aujourd’hui[Quand ?] le principal chanteur de rímur en Islande, et il collabore souvent avec le groupe Sigur Rós, et a aussi participé à certaines œuvres d’Hilmar Örn Hilmarsson.

## Informations externes
- (en) Cet article est partiellement ou en totalité issu de l’article de Wikipédia en anglais intitulé « Rímur » (voir la liste des auteurs).

### Exemples
- (en) « Fridþiófs rímur »(Archive.org • Wikiwix • Archive.is • Google • Que faire ?), un cycle de rímur basé sur la Saga de Friðþjóf (is)
- Gustaf Cederschiöld et Fredrik-Amadeus Wulff, Versions nordiques du fabliau français « Le Mantel mautaillé » : textes et notes, 1877, 103 p., chap. II (« Skikkju rímur »), p. 57Skikkju rímur, une ríma du XVe siècle basée sur le fabliau français Le Mantel mautaillé, comme la Möttuls saga présentée au premier chapitre.
- (no) Finnur Jónsson, Fernir forníslenskir rímnaflokkar, Kaupmannahöfn, 1896 (lire en ligne)« Cycle de quatre rímur en vieil islandais », composé de Lokrur, Þrymlur, Griplur, Völsungsrímur, à propos des dieux nordiques et des héros.
- (en) Einar Guðmundsson, Sighvatur Grímsson Borgfirðingur et Sir William Alexander Craigie (dir.), Skotlands rímur : Icelandic Ballads on the Gowrie Conspiracy, Oxford, Clarendon Press, 1908, 144 p.